# Skara (stad)
Skara is een plaats in Zweden. Het is het historische centrum van het landschap Västergötland en een van de oudste steden van Zweden.
Skara is het oudste bisdom van de Zweedse Kerk. De Dom van Skara werd vanaf de 12e eeuw gebouwd.
De gemeente telde op 31 december 2017 18.979 inwoners.

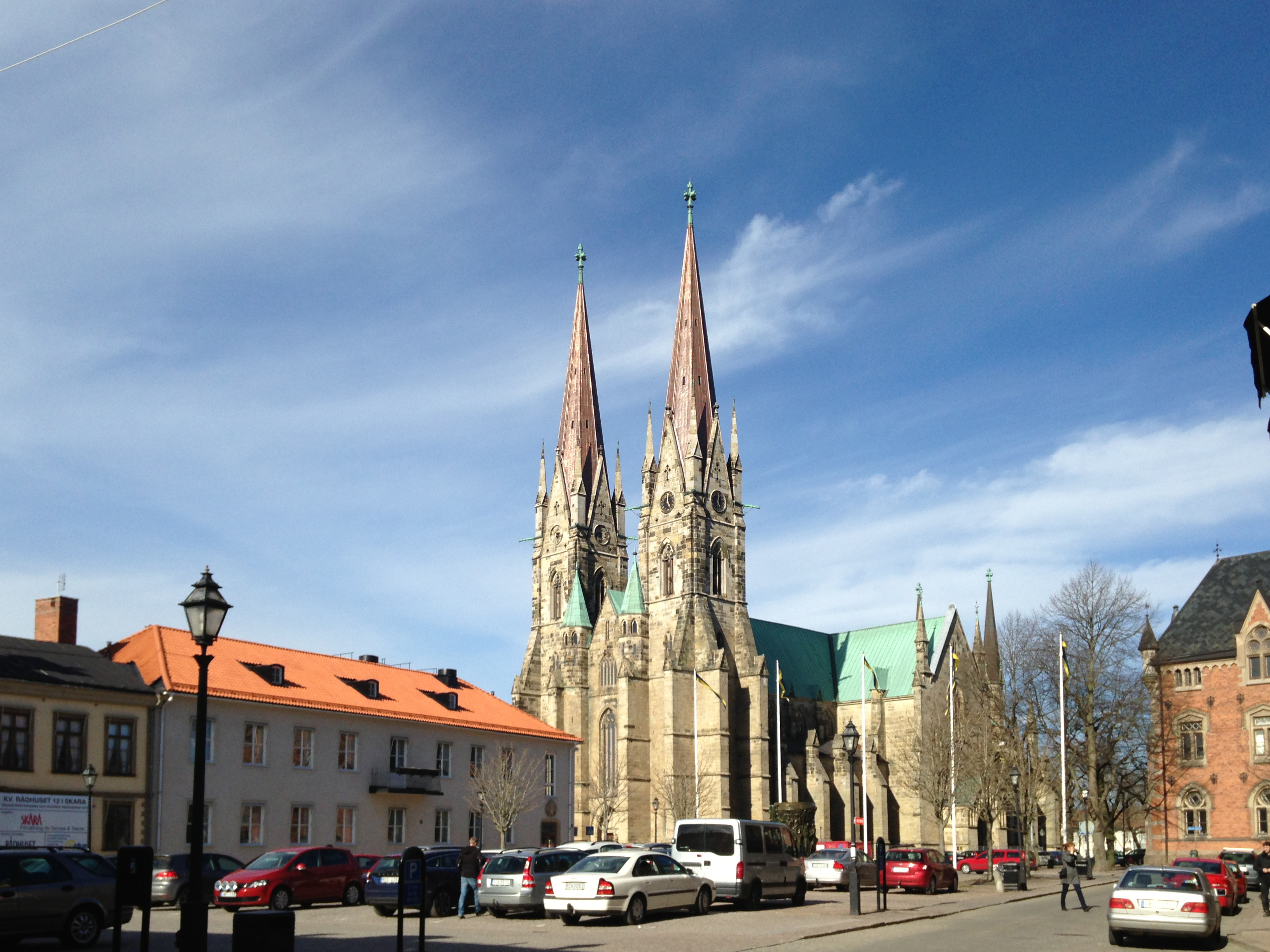
Dom van Skara

## Aardrijkskunde
Het meer Hornborgasjön ligt 15 km naar het zuidoosten. In het vroege voorjaar is het meer tevens een drukke rustplaats voor kraanvogels tijdens hun jaarlijkse trek naar het noorden.
Bij de plaats lopen de E20, Riksväg 49 en Länsväg 184.
De plaats had een station aan de opgeheven spoorlijnen Skara - Hönsäters en Forshem - Lidköping, Göteborg - Gårdsjö / Gullspång en aan de lijnen die (deels) zijn opgebroken Göteborg Västgöta - Gårdsjö / Gullspång, Axvall - Skövde, Lidköping - Stenstorp en Skara - Timmersdala. 's Zomers rijdt een stoomtrein op het traject Skara-Lundsbrunn.

## Geboren
- Michael Jonzon (1972), golfer
- Nomi Tales (1996), zangeres